# Szandra Zácsik
Szandra Szöllősi-Zácsik (født d. 22 April 1990) er en kvindelig ungarsk håndboldspiller som spiller for Ferencváros TC og Ungarns kvindelandshold. Hun har tidligere optrådt for bl.a RK Krim og Váci NKSE.